# نقش زكور

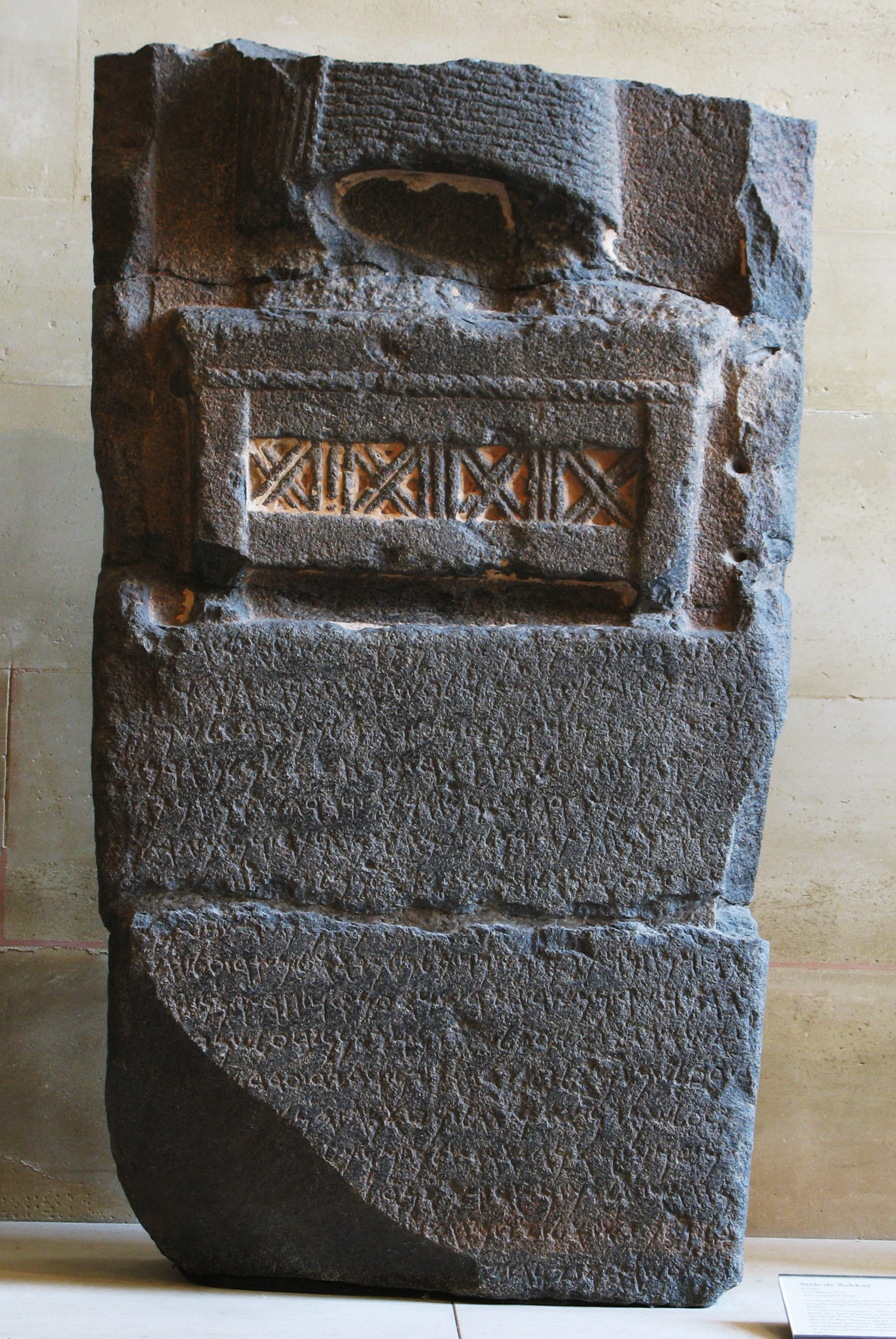
نصب نقش زكور ملك حماة

نقش زكور أونقش آفس أو نقش زكير . هو نقش على نصب لملك حماة ولعش، اكتشف النقش عام 1903 م. في آفس الواقعة سراقب جنوب غربي حلب.

كتب النقش بالأبجدية الفينيقية ولغة آرامية قديمة نقية

## تأريخ النقش
أرخ الباحث الفرنسي بونيون النقش عند دراسته له نحو 780 ق.م إلى 775 ق.م. والنقض موجود حاليًا في متحف اللوفر.

## قراءة النقش
قدم جيبسون  قراءة واقتراحات للنواقص، وعليه اعتمد إسماعيل في تعريب النقش المقدم أدناه.

### نقش زكور (أ)
المرئي منه 17 سطر . يصف ارتقاء زكور عرش مملكة حماة وضمه منطقة لعش، ومواجهته للحلف الآرامي الذي جمعه بر هدد الثالث ملك آرام دمشق ضده.
1. النصب الذي أقام زكّور ملك حماة ولعش لـ«ايل ور» سيده
2. أنا زكّور ملك حماة ولعش. رجل وضيع أنا فخلصني
3. بعل شمين. وقام معي. وجعلني بعل شمين ملكًا على
4. حزرك. برهدد بن حزئيل ملك آرام
5. ستة عشر ملكًا. برهدد وجيشه وبرجش وجيشه و
6. ملك قوه وجيشه وملك عمق وجيشه وملك جرجم
7. وجيشه وملك شمأل وجيشه وملك ملز وجيشه وملك
8. […...] وجيشه وملك […...] وجيشه وسبعة آخرين
9. هم وجيوشهم. وأقام كل هؤلاء الملوك حصارًا على حزرك.
10. ورفعوا سورًا (أعلى) من سور حزرك. وحفروا خندقًا (أعمق) من خندقها
11. فـ(رحتُ) أرفع يدي إلى بعل شمين. ويحبني بعل شمين ويتكلم
12. بعل شمين إلي على يد الرائين و على يد الرسل ويقول
13. لي بعل شمين لا تخف لأني جعلتك ملكًا وأنا
14. سأقوم معك وأنا سأخلصك من كل هؤلاء الملوك الذين
15. فرضوا عليك الحصار. ويقول لي بعل شمين […..]
16. كل هؤلاء الملوك الذين فرضوا عليك الحصار[…..]
17. وهذا السور الذي رفعوا [….……………….....]

### نقش زكور (ب)
المرئي منه 28 سطر. يصف الملك زكور فيه انجازته في البناء. ويحذر من يعبث بالنقش ويتوعده بالغضب الإلهي.
1. […..]حزرك[…..]
2. […..] للراكب وللفرس
3. […..] ملكها بوسطها. أنا
4. بنيت حزرك (ثانية). وأضفت لها
5. كل منطقة
6. الحصون. وأنشأتها كمملكتي
7. وأنشأتها كأرضي. وبنيت
8. كل الحصون أولاء في كل مقاطعتي
9. وبنيت بيوت الآلهة في كل
10. أرضي وبنيت[…..]و
11. بيت آفس. وأسكنت
12. الألهة بيت ايل ور
13. بآفس وأقمت قدام ايل ور
14. النصب هذا وكتبت
15. عليه أثر يديّ. وكل
16. من يزيل أثر
17. يديّ زكور ملك حماة ولعش
18. من هذا النصب ومن
19. يزيل هذا النصب من
20. قدام ايل ور ويحركه من
21. مكانه أو من يرسل ابنه
22. ليقتل بعل شمين و ايل ور
23. و [……………...]وشمش وشهر
24. و [………………] وآلهة السموات
25. وآلهة الأرض وبعل
26. [………………]الرجل و
27. ابنه وكل نسله

### نقش زكور (ج)
```
المرئي منه سطرين. يدعو فيه بالخلود لاسمه وسلالته.
```

1. ليكن حتى الأبد
2. اسم زكور واسم بيته

## أنظر كذلك
- نصب أنطاكية
- بعل